# シカンダル・ローディー
シカンダル・ローディー（Sikandar Lodi, 1457年/1458年 - 1517年11月21日）は、北インドのデリー・スルターン朝、ローディー朝の君主（在位：1489年 - 1517年）。デリー・スルターン朝最後の名君でもある。

## 生涯
1457年あるいは1458年、ローディー朝の君主バフルール・ローディーの息子として生まれた。母はシルヒンドのヒンドゥー教徒の娘であった。
1489年7月12日、父王バフルールが死亡すると、数人の親族により王位をめぐる内乱が起きた。バフルールは生前、息子でありデリー総督たるニザーム・ハーンを後継者としていたが、彼は母の身分が金細工師の娘だったことから、他の後継者に相手にされていなかった。
しかし、ニザーム・ハーンは貴族の大部分から支持を得て、敵の勢力を武装解除して問題を解決すると、7月17日にフィールーズ・シャー・トゥグルクの宮殿（フィールーズ・シャー・コートラ）。即位に際して、ニザーム・ハーンから名をシカンダル・シャーに改めた。
だが、シカンダルの親族は依然としてその王権を認めておらず、彼らを従わせなければならなかった。それは彼の兄でジャウンプル総督バールバク、弟のラプリー総督アーラム・ハーン、カールピー総督アーザム・フマーユーンであった。彼らに対してはできるだけ戦争を避け、武力で訴えてきた場合でも勝利した場合でも、寛大な処置を取る手法を取った。
シカンダルは3ヶ月か4カ月のうちにこの争いを制し、そののちはデリー東方の諸勢力との争いを行った。1499年にはジャウンプルを完全に支配下に置いたばかりか、ビハールも併合した。
シカンダルは東方を制圧すると、デリーの南に存在したラージプートのグワーリヤル王国に征服しようとした。この王国はヒンドゥーの王マーン・シングが統治しており、王は極めて寛大なことで知られ、ローディー朝の権威の押しつけを嫌うパンジャーブの族長たちが逃げ込めばそれを匿ったりした。
シカンダルのグワーリヤル王国征服計画は最初は上手くいかなかったが、1506年に年首都をデリーからグワーリヤルに近いアーグラへと遷都すると、事態は好転した。この都市はラージャスターン東部、マールワー、グジャラートへの交通路を制する目的でも建設された。
そして、1509年になると、ローディー朝支配する一連の城塞がグワーリヤルを取り囲んでいた。さらに、1509年から1516年にかけて、さらに南方のマールワー・スルターン朝を侵略しようと計画していた。
内政面では、シカンダルはフィールーズ・シャーと同様にヒンドゥー教徒など異教徒にジズヤを課し、1500年にはマトゥラーのケーシャヴァ・デーヴァ・ラーイ寺院を破壊した。また、武力制圧した地域ではヒンドゥー寺院をモスクに置き換え、偶像を破壊している。
しかし、シカンダルの治世は多数のヒンドゥー教徒がペルシア語を勉強し、さまざまな行政職に任命された。また、彼はムスリムがヒンドゥー教などの風習を行うことを嫌っていたもののイスラーム教が禁止していた飲酒を健康保持のために行っていたことで知られる。
しかし、シカンダルはローディー朝では最も成功した君主であり、その治世は国家に平和が保たれ、交易は盛んとなり、物価は低く抑えられていた。歴史家フィリシュタは、シカンダルの治世について、「彼の在位期間、日用品はすべて安く、ふんだんに供給されていた。そして、領土には、平和が広く行き渡っていた」と語っている。
また、アーグラはその治世にとても繁栄し、「インドのシーラーズ」と呼ばれていた  。
1517年11月21日、シカンダルは死亡した。貴族たちは彼の2人の有能な息子イブラーヒーム・ローディーとジャラール・ローディーが、それぞれ領土を分割して統治することにした。